# Mark Aarons
Mark Aarons (* 25. Dezember 1951 in Newcastle, Australien) ist ein australischer Rundfunksprecher, Journalist und Autor.

## Werdegang
Aarons wuchs in Fairfield, einem Vorort von Sydney auf und wurde bereits Mitte der 1960er-Jahre in der Schule politisch aktiv, so organisierte er in der High School Proteste gegen den Vietnamkrieg und engagierte sich gegen Rassismus und für eine Bildungsreform. Viele Jahre engagierte er sich für die Unabhängigkeit des von Indonesien von 1975 bis 1999 besetzten Osttimor. Aarons war Teil einer australischen Delegation, die bereits im März 1975 das damalige Portugiesisch-Timor besuchte, das auf die Unabhängigkeit vorbereitet wurde. Im Dezember erfolgte die indonesische Invasion.
Aarons war von 1969 bis 1978 Mitglied der Communist Party of Australia (CPA) und 1971 Mitglied der Jungkommunisten. Er trat aus der Partei aus, nachdem Aarons den Glauben an die Gültigkeit kommunistischer Ideale angesichts des Kapitalismus des späten 20. Jahrhunderts verloren hatte. er und seine Familie standen lange Zeit unter Überwachung durch den australischen Geheimdienst, der Australian Security Intelligence Organisation (ASIO). Die Akten des ASIO über die Aarons, die über vier Generationen Kommunisten waren, umfasste 3200 Seiten.
Von 1973 bis 1990 arbeitete Aarons als Rundfunksprecher für Australian Broadcasting Corporation (ABC) und Produzent von Enthüllungsdokumentationen. Daneben schrieb er mehrere Bücher und verfasste Artikel für die führenden Zeitungen Australiens. So befasste er sich mit der Unterstützung Australiens deutsche Kriegsverbrecher aus der Zeit des Nationalsozialismus, die in Australien eine neue Heimat fanden. Auch die misslungenen Geheimdienstoperationen im Kalten Krieg von „Nazi-Netzwerken“ im Vatikan und die Verbindungen zu Schweizer Banken mit „Nazigold“ thematisierte er. 1986 produzierte Aarons die ABC-Radiodokumentationsserie „Nazis in Australia“. Von 1996 bis 2006 war Aarons Chefberater für die von der Australian Labor Party geführten Regierung vom australischen Bundesstaat New South Wales.

## Familie
Mark Aarons Vater Laurence Aarons war Parteivorsitzender der Communist Party of Australia. Mark hatte zwei Brüder, John und Brian, der ebenfalls ein bekannter australischer Kommunist wurde.

## Auszeichnungen
Am 6. Mai 2015 wurde Aarons von Staatspräsident Taur Matan Ruak die Medal des Ordem de Timor-Leste verliehen, als Anerkennung seines Einsatzes für die Unabhängigkeit von Osttimor.

## Veröffentlichungen
- The Family File, Melbourne: Black Inc., 2010.
- War Criminals Welcome: Australia, a Sanctuary for War Criminals Since 1945, Melbourne: Black Inc., 2001.
- The Secret War Against the Jews: How Western Espionage Betrayed the Jewish People, mit John Loftus; St. Martin's Press, 1994, ISBN 978-0-312-15648-0.
- Ratlines: How the Vatican's Nazi Networks Betrayed Western Intelligence to the Soviets, mit John Loftus; William Heinemann, 1991 (US edition: Unholy Trinity: How the Vatican's Nazi Networks Betrayed Western Intelligence to the Soviets, with John Loftus, New York: St. Martin's Press, 1992). 372 pages.
  - Unholy trinity : the Vatican, the Nazis, and the Swiss banks, mit John Loftus, New and rev. ed.; New York : St. Martin's Griffin, 1998.
- Sanctuary Nazi Fugitives in Australia, 1990.
- The Show: Another Side of Santamaria's Movement, Hrsg. John Grenville, 2018.
- Timor Leste: A Western Tragedy, mit Robert Peter Domm, 1992.